# Râul Cernovăț
Râul Cernovăț sau Râul Ciornovăț este un curs de apă, afluent al râului Caraș. 

## Hărți
- Harta județul Caraș-Severin